# Ectropothecium pseudoamoenum
Ectropothecium pseudoamoenum là một loài Rêu trong họ Hypnaceae. Loài này được (Bél.) A. Jaeger mô tả khoa học đầu tiên năm 1880.